# Wakacje w Amsterdamie
Wakacje w Amsterdamie – polski film obyczajowy z 1985 roku w reżyserii Krzysztofa Sowińskiego. Zdjęcia kręcono w Łodzi.

## Obsada aktorska
- Zbigniew Bielski – Paweł Kosiński
- Grażyna Długołęcka – Joanna Kosińska-Celer, była żona Pawła
- Darek Cytarzyński – Michał Kosiński, syn Joanny i Pawła
- Hanna Bedryńska – matka Joanny
- Bożena Rogalska – Elżbieta, koleżanka Pawła
- Krzysztof Machowski – Leszek, mąż Elżbiety, przyjaciel Pawła
- Maria Białobrzeska – pani profesor
- Jolanta Brzezińska – studentka, kochanka Pawła
- Leon Niemczyk – mecenas Zajkiewicz, adwokat Joanny
- Julia Sowińska – Kasia, koleżanka Michała
- Eugeniusz Wałaszek – docent na przyjęciu
- Sławomir Holland – Marek

## Opis fabuły
Film opowiada perypetie małżeństwa Kosińskich, które psuje się w wyniku wyjazdów żony do pracy za granicą w Amsterdamie. Kobieta przedłuża swój pobyt w Holandii i ostatecznie rozwodzi się z mężem Pawłem. Na rozejściu rodziców traci najbardziej syn Michał pozbawiony obojga rodziców, zmuszony do obecności w sądzie na rozprawach rozwodowych i przekazywany z „rąk do rąk” celem opieki.

## Muzyka w filmie
W filmie wykorzystano utwory „Wakacje w Amsterdamie”, „Wszyscy do szalup” autorstwa Seweryna Krajewskiego ze słowami Agnieszki Osieckiej (dwa pierwsze) i Ewy Żylińskiej, wykonywanie przez grupę Czerwone Gitary - zespół występuje także w filmie (scena koncertu). Wykorzystano także utwór „Pokolenie” Rendez-Vous (autor Ziemowit Kosmowski).